# 百田義弘
百田義弘（ももた よしひろ、1963年9月4日 - ）は、日本の歯学者、歯科医師。現、大阪歯科大学歯科麻酔学講座主任教授。

## 経歴
- 1988年3月 大阪歯科大学歯学部卒業
- 1992年3月 大阪歯科大学大学院修了
- 1992年4月　大阪歯科大学助手（歯科麻酔学講座）
- 2003年4月　大阪歯科大学大学院助手
- 2003年6月　大阪歯科大学講師（歯科麻酔学講座）
- 2008年4月　大阪歯科大学大学院講師
- 2013年3月　大阪歯科大学准教授（歯科麻酔学講座）
- 2013年4月　厚生労働省四国厚生支局 指導医療官

## 著書・文献
- 歯科衛生士テキスト　歯科麻酔学・全身管理学　学建書院、2016年、ISBN 978-4762411694